# 卓別靈傳
是一套英美合製的1992年傳記喜劇電影，由李察·艾登堡祿執導，主演是羅拔·唐尼、瑪麗莎·托梅、丹·艾克洛德、彭妮露·安·美娜和奇雲·格連。
電影改編自兩本有關差利·卓別靈的傳記，卓別靈的《My Autobiography》和電影評論家大衛·羅賓森的《Chaplin: His Life and Art》，描述卓別靈怎樣從貧民窟長大到成為最偉大的演員之一。
羅拔·唐尼在此片中大受好評，而他亦因此次的演出入圍奧斯卡最佳男主角獎。

## 演員
| 演員           | 角色                                                      |
| -------------- | --------------------------------------------------------- |
| 小勞勃·道尼    | 查理·卓別林                                               |
| 潔若婷·卓別靈  | 汉娜·卓别林，差利的母亲                                   |
| 保羅·瑞斯      | 悉尼·约翰·卓别林，差利的同母异父兄弟                      |
| John Thaw      | 弗雷德·卡爾諾，英國音樂廳表演者                           |
| 莫伊拉·凱莉    | 海蒂·凱莉，差利第一任情人 / 乌娜·奥尼爾，差利最後一任妻子 |
| 安東尼·鶴健士  | George Hayden，差利自傳的編輯                             |
| 丹·艾克洛德    | 麥克·辛納，早期荷里活電影監製                             |
| 瑪麗莎·托梅    | 梅布爾·諾曼，一名年輕荷里活女演員                         |
| 彭妮露·安·美娜 | 埃德娜·珀维安斯，一名年輕荷里活女演員                     |
| 奇雲·格連      | 范朋克，早期荷里活男影星                                  |
| 馬修·科特爾    | 史丹·勞萊，荷里活喜劇演員                                 |
| 瑪麗亞·皮蒂羅  | 玛丽·毕克馥，早期荷里活女影星                             |
| 米娜·祖華域芝  | 米尔德里德·哈里斯，年輕荷里活女演員及差利第一任妻子       |
| 凱文·鄧恩      | J·埃德加·胡佛，美國聯邦調查局（FBI）局長                  |
| 狄寶娜·摩亞    | 丽泰·格雷，年輕荷里活女演員及差利第二任妻子               |
| 黛安·蓮恩      | 宝莲·高黛，年輕荷里活女演員及差利第三任妻子               |
| 南希·特拉維斯  | 瓊·貝瑞，一名年輕荷里活女演員                             |
| 占士·活士      | 約瑟夫·斯科特，一名加州律師                               |
| 大衛·杜楚尼    | 羅蘭·托瑟羅，差利的長期攝影師                             |

## 評價
爛番茄根據55條評論，本片獲得60%的新鮮度，平均得分5.7／10 ，觀眾投票獲得81%的分數，平均得分為3.9／5。在Metacritic上，本片獲得了47分。

## 外部連結
- 互联网电影数据库（IMDb）上《卓別靈傳》的资料（英文）
- AllMovie上《卓別靈傳》的资料（英文）
- Box Office Mojo上《卓別靈傳》的資料（英文）
- 爛番茄上《卓別靈傳》的資料（英文）
- Metacritic上《卓別靈傳》的資料（英文）
- 開眼電影網上《卓別靈傳》的資料（繁體中文）
- Yahoo奇摩電影上《卓別靈傳》的資料（繁體中文）
- 豆瓣电影上《卓別靈傳》的資料 （简体中文）